# Tumwater
Tumwater is een plaats (city) in de Amerikaanse staat Washington, en valt bestuurlijk gezien onder Thurston County.

## Demografie
Bij de volkstelling in 2000 werd het aantal inwoners vastgesteld op 12.698.
In 2006 is het aantal inwoners door het United States Census Bureau geschat op 13.593, een stijging van 895 (7.0%).

## Geografie
Volgens het United States Census Bureau beslaat de plaats een oppervlakte van
26,1 km², waarvan 25,8 km² land en 0,3 km² water. Tumwater ligt op ongeveer 53 m boven zeeniveau.

## Plaatsen in de nabije omgeving
De onderstaande figuur toont nabijgelegen plaatsen in een straal van 20 km rond Tumwater.